# Bruno K.

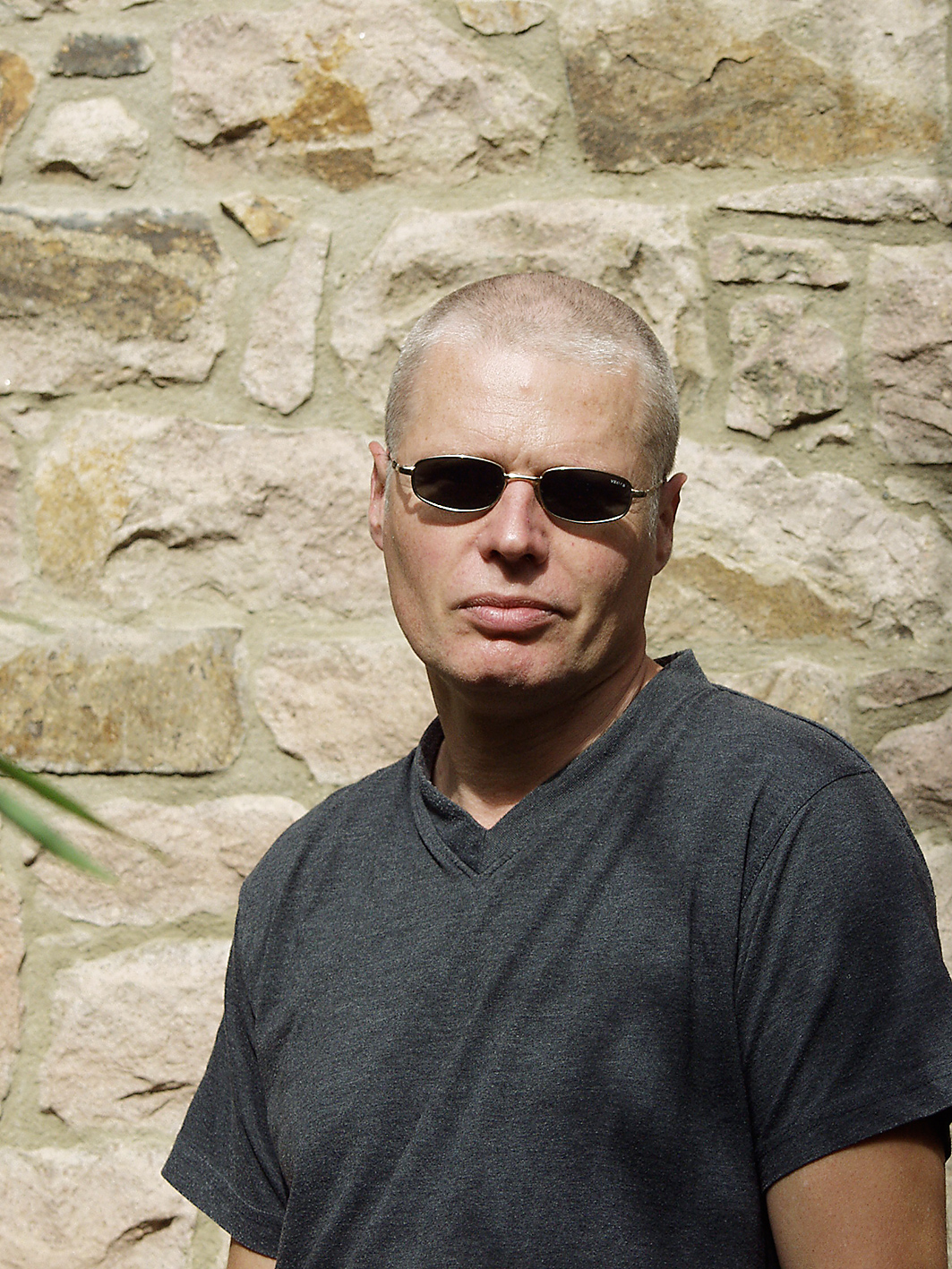
Porträt Bruno K. 2010

Bruno K. (* 1957 in Hofheim am Taunus) ist ein deutscher Bildhauer, Aktionskünstler, Fotograf, Designer und Baumeister.

## Leben
Bruno K. wurde 1957 als Bruno Edgar Kleber in Hofheim am Taunus geboren. Nach seinem Schulabschluss 1975 absolvierte er zwischen 1976 und 1977 ein Praktikum als Lithograf und Retoucheur. Im Anschluss studierte er bis 1980 Visuelle Kommunikation und Bühnenbild an der Hochschule für Gestaltung in Offenbach am Main und danach bis 1984 Bildhauerei und Film an der Staatlichen Hochschule für Bildende Künste, Städelschule in Frankfurt am Main. Er war 1984 Meisterschüler bei Michael Croissant.
Bereits während seines Studiums unterrichtete Bruno K. von 1982 bis 1985 Collage, Aktzeichnen und Fotografie an der Abendschule Südhaus in Frankfurt am Main. Im Anschluss ging er einem Lehrauftrag für dreidimensionales Gestalten an der Hochschule für Gestaltung in Offenbach am Main nach und war von 1990 bis 1991 künstlerischer Assistent bei Leo Kornbrust an der Akademie der Bildenden Künste München, wo er danach bis 1992 einen Lehrauftrag für Situationsbezogenes Arbeiten hatte. Zwischen 1999 und 2001 war er künstlerischer Leiter unterschiedlicher Projekte mit lernbehinderten Jugendlichen am DRK-Berufsbildungswerk in Worms.
Heute lebt und arbeitet Bruno K. seit 1993 im rheinhessischen Volxheim. Neben seinem Atelier und seiner Werkstatt betreibt er dort in seinem Hofgut das Künstlerhotel Gästehaus im Volxheimer Hof und das Museum Bruno K.

## Werk
Bruno K. ist Aktionskünstler, Bildhauer, Designer, Fotograf und Raumgestalter. Sein Hauptinteresse gilt dem uneingeschränkten Gesamtkunstwerk. Der Künstler schafft weniger autonome Skulpturen, als viel mehr Werke, die sich spezifischen Situationen anpassen. Dazu beginnt Bruno K. ein Werk in der Regel mit einer Raumanalyse, welche sowohl die architektonische Bestandsaufnahme beinhaltet, als auch Geschichte und zukünftige Nutzung der Räumlichkeit. Eine weitere zentrale Rolle spielt das Thema Recycling.
Als übergreifendes Thema seiner Arbeiten konnte Fortbewegung zu Land, zu Wasser und in der Luft angesehen werden. Anfang der 1980er Jahre entstanden diverse Fahrzeuge, welche er häufig bei Aktionen im öffentlichen Raum nutzte. An die Landfahrzeuge schlossen sich Schiffe und Flugzeuge an. Seit 2009 steht die Auseinandersetzung mit dem Thema Simulation im Vordergrund, 2010 entstand der erste Simultan-Simulator. Das Kunstprojekt „Restlichtzone“ ist eine Tiefseeinstallation mit dem U-Boot-Simulator U-2013 Nemesis.
Bruno K. betätigt sich auch als Innenarchitekt und Baumeister, so 1986 mit der Instandsetzung seines Bauernhauses und dem Neubau eines Ateliergebäudes in Kriftel. 1992 kaufte er den Volxheimer Hof und setzte das baufällige Gehöft wieder in Stand.  1994 übernahm er die innenarchitektonische Gestaltung eines „Festsaal“ genannten Weinpräsentationsraumes und zwei Jahre später folgte „Haus im Haus“, die Konzeption und Ausführung eines Wohnhausneubaus innerhalb einer vorhandenen 450 m² großen Scheune. Verschiedene architektonische Erweiterungen an privaten Wohnhäusern und die künstlerische Leitung bei Umbau und Renovierung eines denkmalgeschützten Bauernhofes in Volxheim gehörten ebenso zu seinen Projekten, wie die Gestaltung einer Büroetage der Coface Finanz GmbH in Mainz 2004, welcher er „Domino Grande“ betitelte.
|         | WERKGRUPPEN - EINE AUSWAHL                                                          | |
| ------- | ----------------------------------------------------------------------------------- | --- |
| 1981    | ROTDORN - PFAHL IM FLEISCH                                                          | Arbeit an der Straße der Skulpturen in St. Wendel: 250 Jahre altes Eichenholz, Eisenplatten, Blech, Betonsockel |
| 1981/82 | WILDERER                                                                            | Gruppe von 14 Fahrzeugen, die bei Aktionen im öffentlichen Raum benutzt werden                                  |
| 1982    | LAND IN SICHT                                                                       | Aktion mit dem Streitwagen TROJA von Frankfurt am Main bis Bad Nauheim                                          |
| 1984    | BAUSATZ 3                                                                           | Gruppe von 10 Fahrzeugskulpturen                                                                                |
| 1987    | DAS NAVIGATIONSPRINZIP DER CHRISTLICHEN SEEFAHRT ALS THEMA ABENDLÄNDISCHER SKULPTUR | Serie großformatiger Stahlskulpturen                                                                            |
| 1988    | RIGHT IN THE MIDDLE OF NOWHERE                                                      | Serie großformatiger Farbfotografien                                                                            |
| 1988    | LEGENDÄRE LEGIONÄRE - LEGENDARY LEGIONARY                                           | Rauminstallation zur BiNATIONALE                                                                                |
| 1990    | RÜCKKEHR NACH MÜNCHHAUSEN                                                           | 40-teilige Aktionsfotoserie zum Thema Golfkrieg                                                                 |
| 1990    | HEIMSPIEL                                                                           | Ausstellungsprojekt in 10 Privatwohnungen in Frankfurt am Main und Wiesbaden                                    |
| 1996    | HAUS IM HAUS                                                                        | Konzeption und Ausführung eines kompletten Wohnhausneubaus                                                      |
| 1998    | KOMMANDOBRÜCKE                                                                      | Bau einer skulpturalen Architekturergänzung an einer Villa in Bad Homburg vor der Höhe                          |
| 1998    | VOLXHEIMER HÖLLE 1 und 2                                                            | Performance mit 56 Akteuren in den Straßen von Volxheim                                                         |
| 2003    | KUNSTFELDZUG                                                                        | Performance mit 80 Akteuren zur Einweihung der KUNSTZONE WEST                                                   |
| 2004    | DOMINO GRANDE                                                                       | Situationsbezogene Gesamtgestaltung einer Büroetage des Unternehmens Coface Finanz GmbH, Mainz                  |
| 2004    | CHATEAU DEUX                                                                        | Komplettsanierung eines Ruinenkomplexes in Volxheim                                                             |

|      | WERKE IM ÖFFENTLICHEN RAUM |                                             |
| ---- | -------------------------- | ------------------------------------------- |
| 1989 | PARKPLATZ                  | Außenplastik an der Universität Gießen      |
| 1990 | DENKMAL NR. 1              | Außenplastik für die Thyssen AD, Düsseldorf |

## Galerie

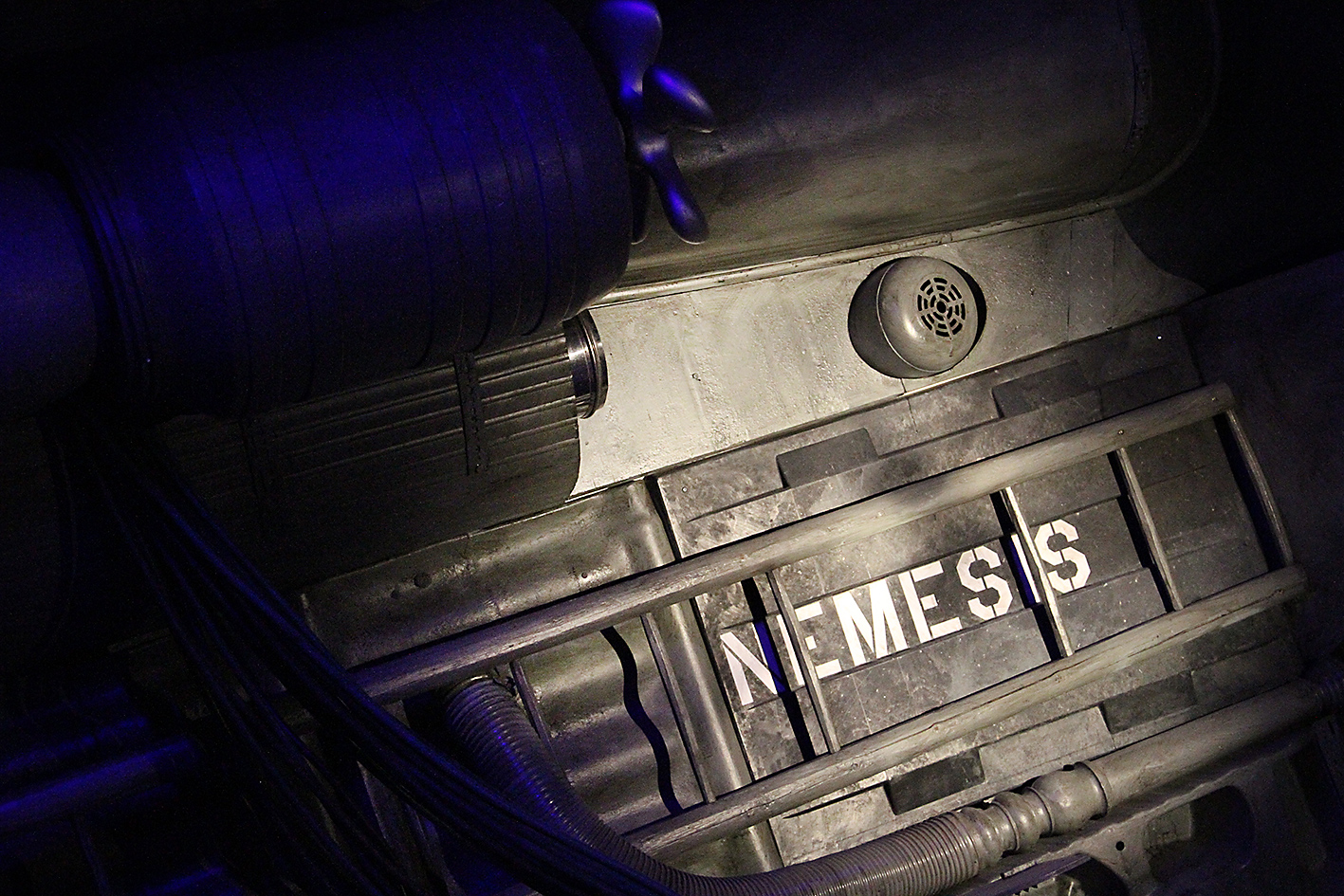
U-2013 Nemesis, 2013
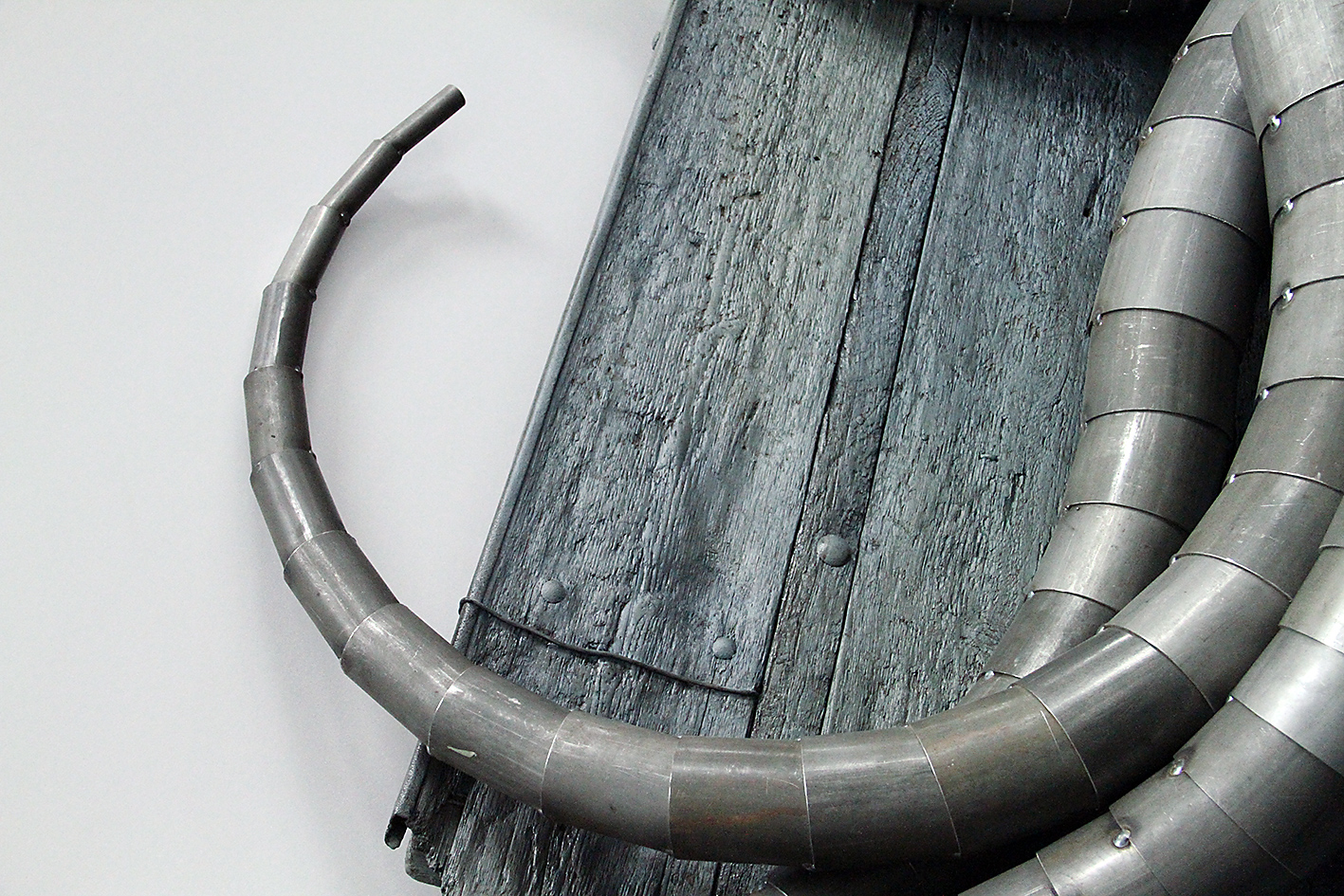
Trophaeendetail, 2013
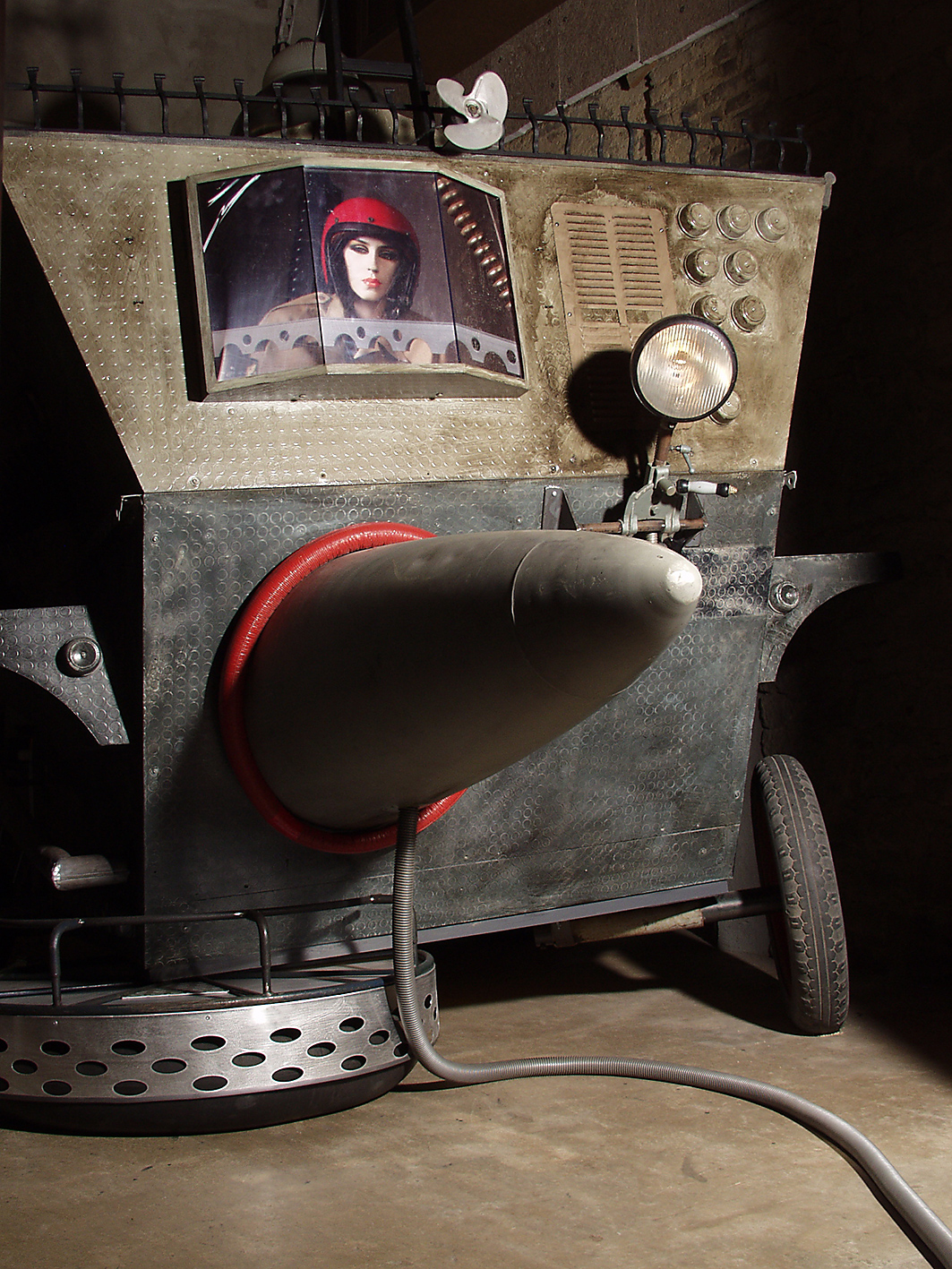
Odysseus, 2010
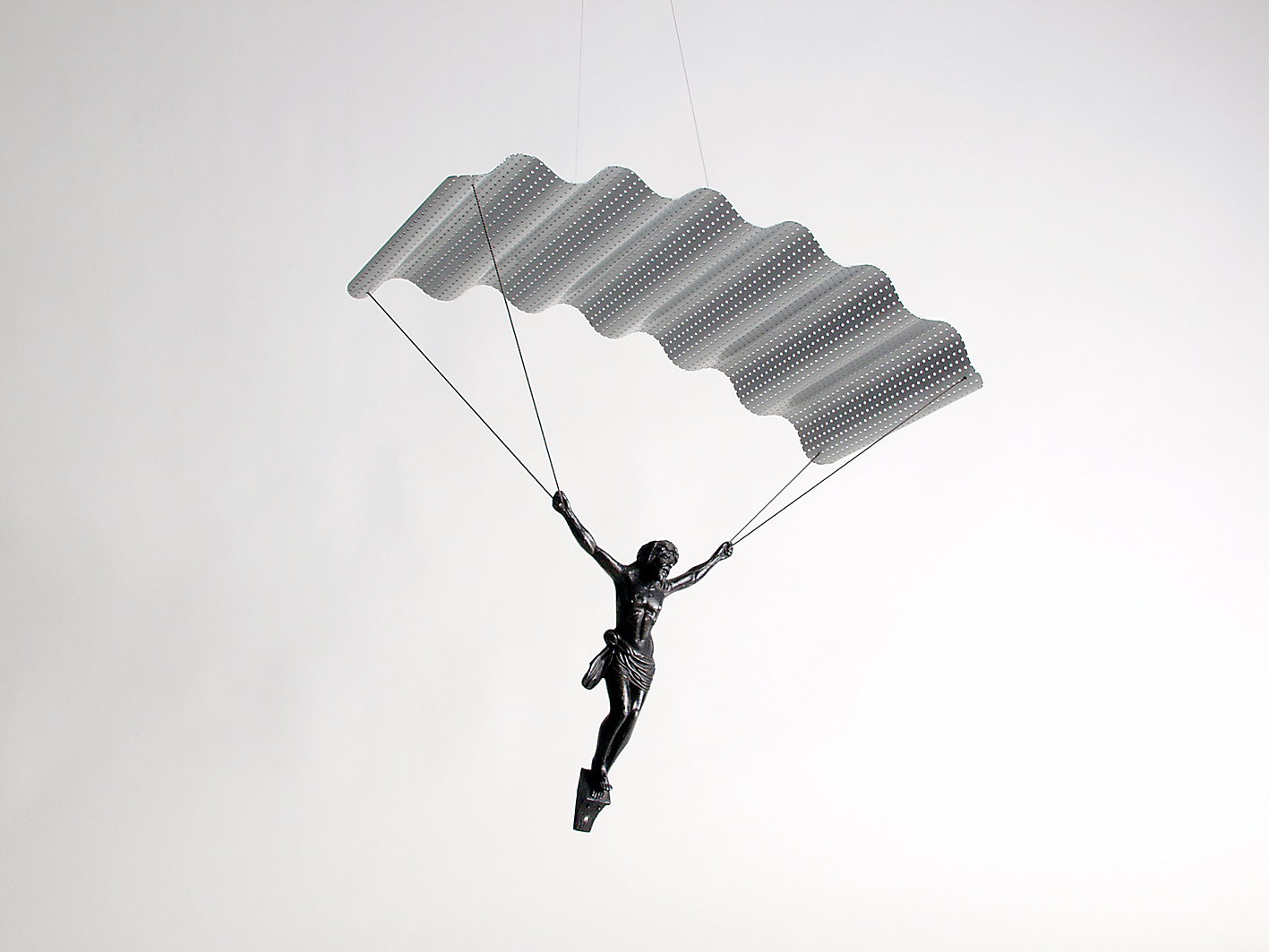
Schirmherr, 2009
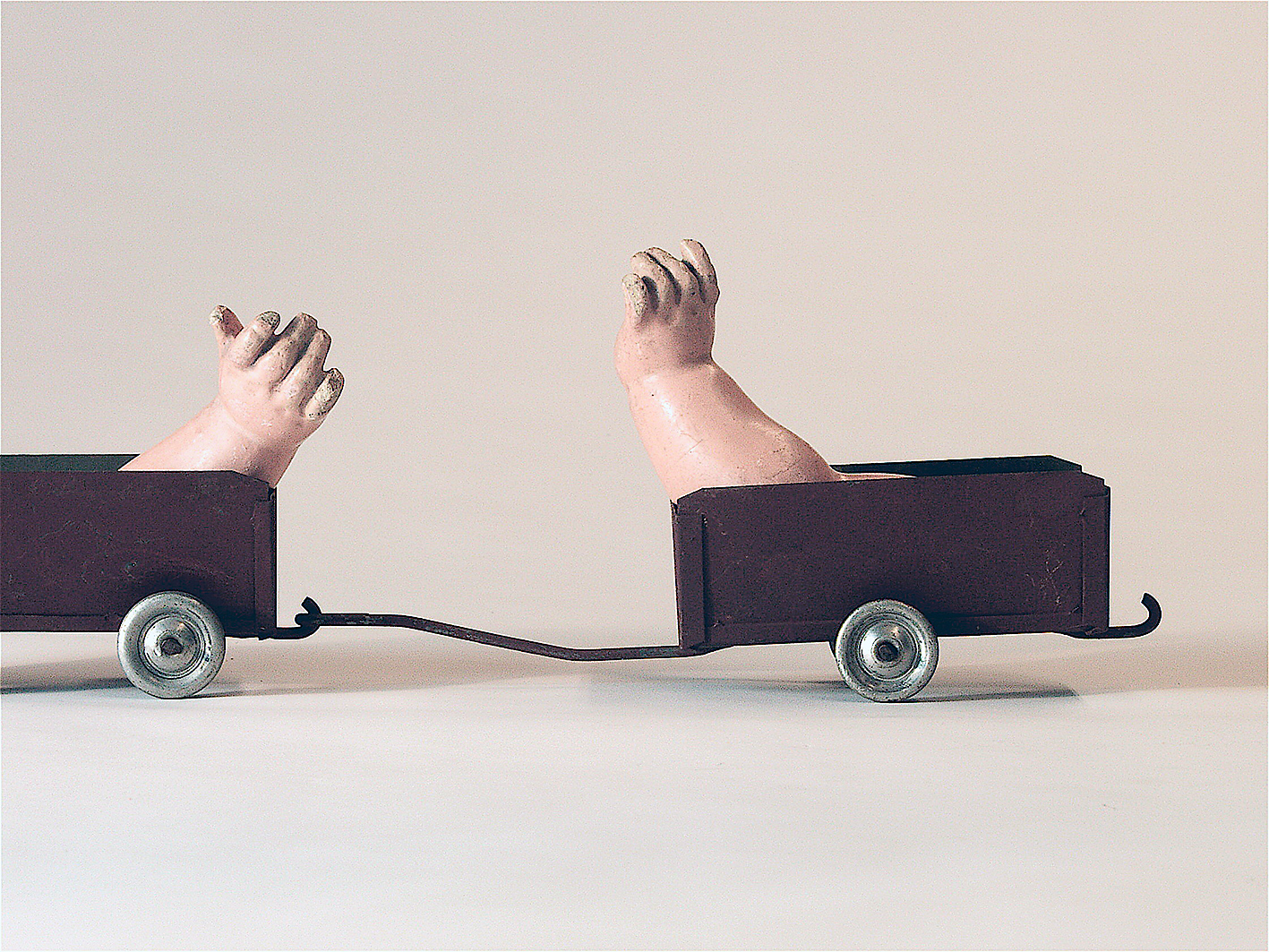
De Zuch koett, 2008
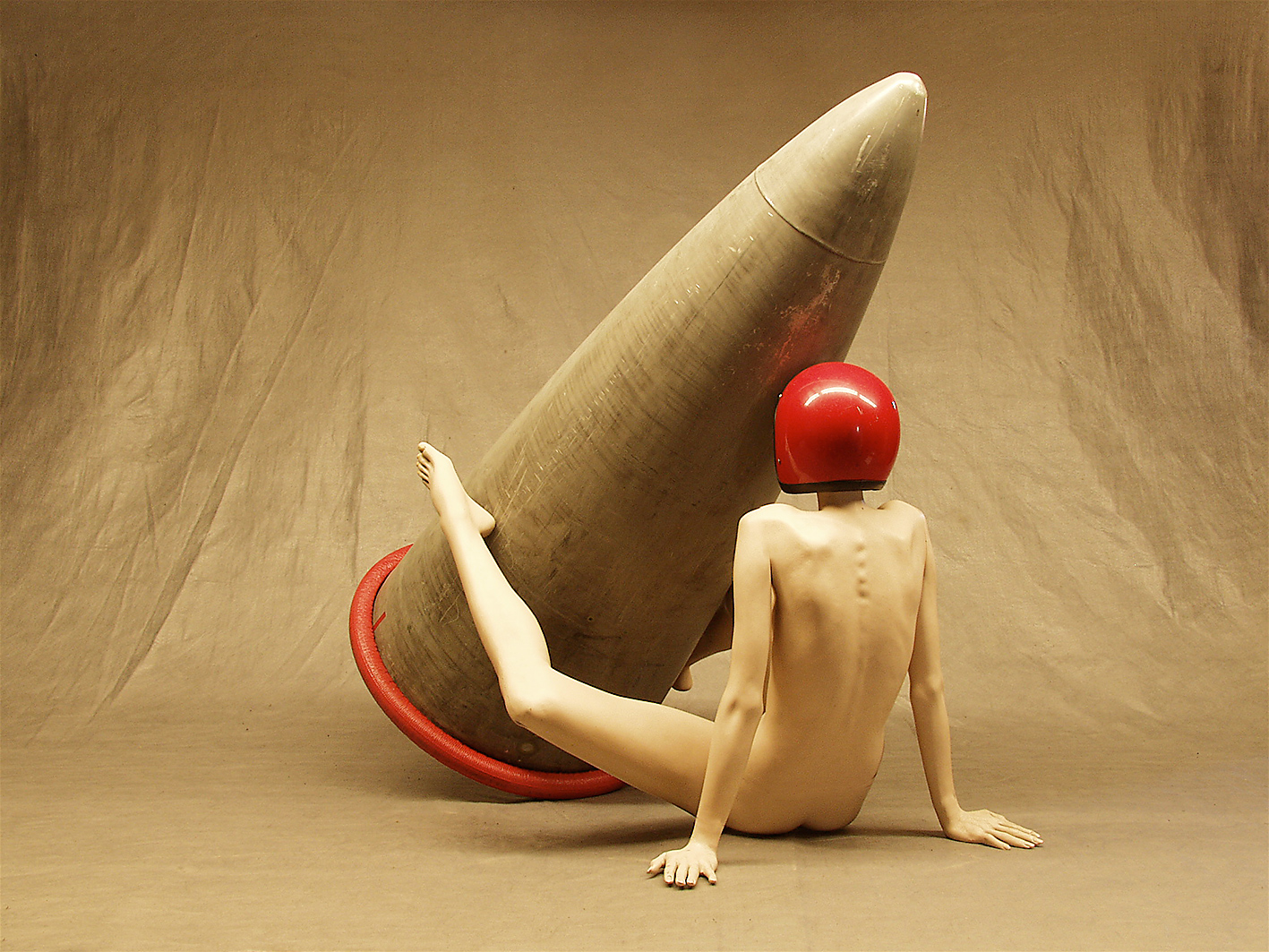
Niemals ohne !, 2008
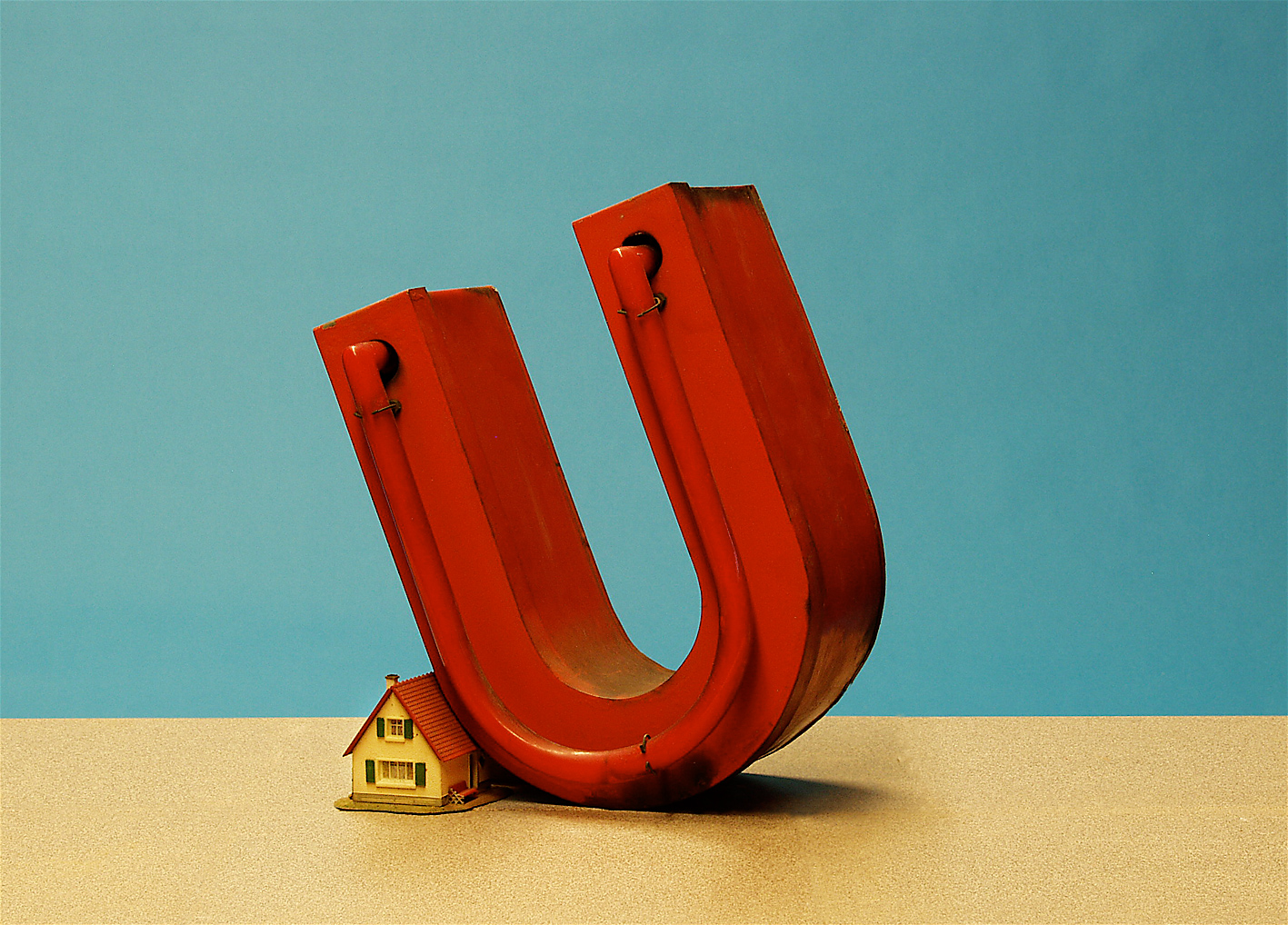
Traumhaus und Co, 2007
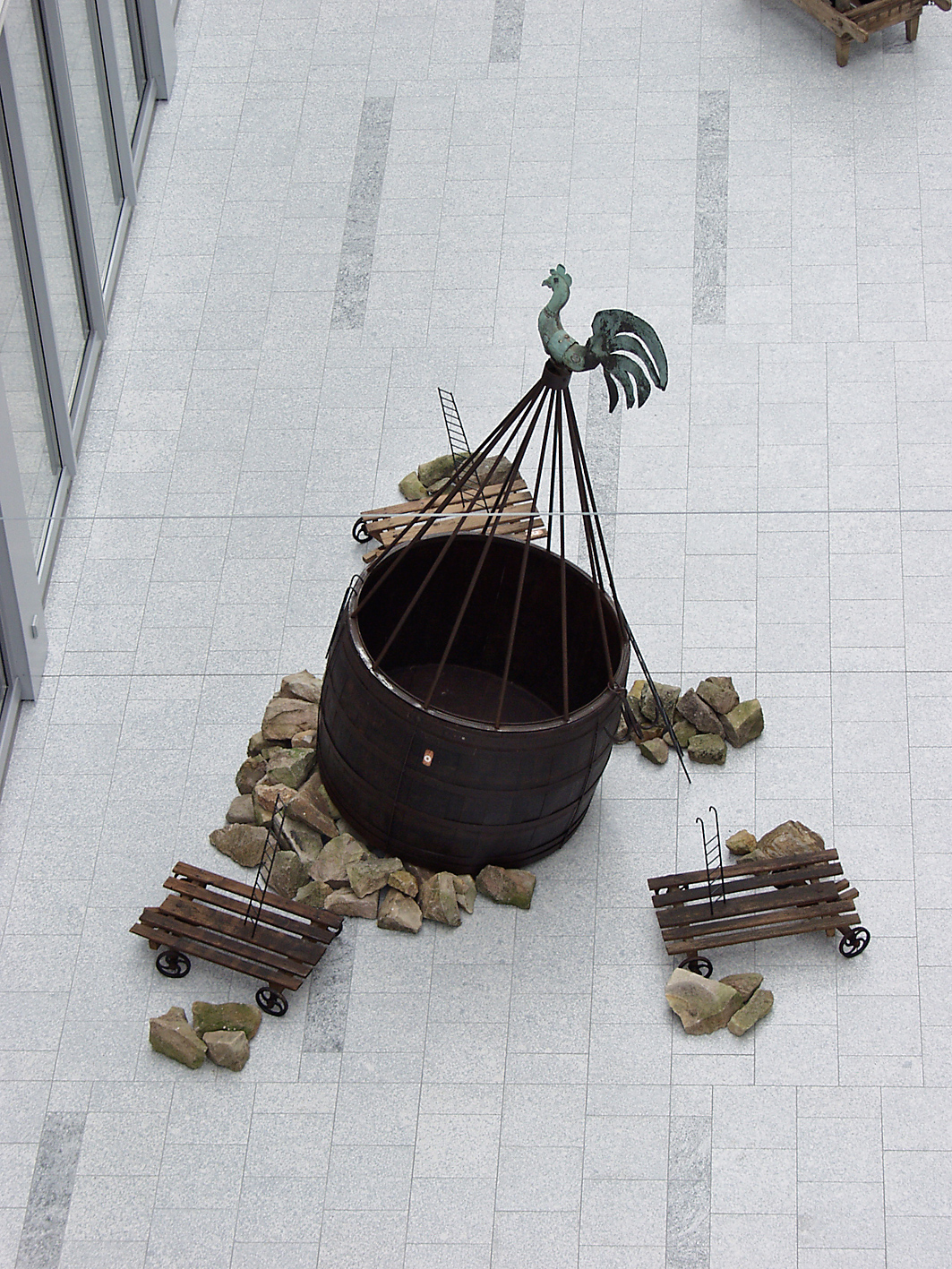
Chicken Wings, 2006
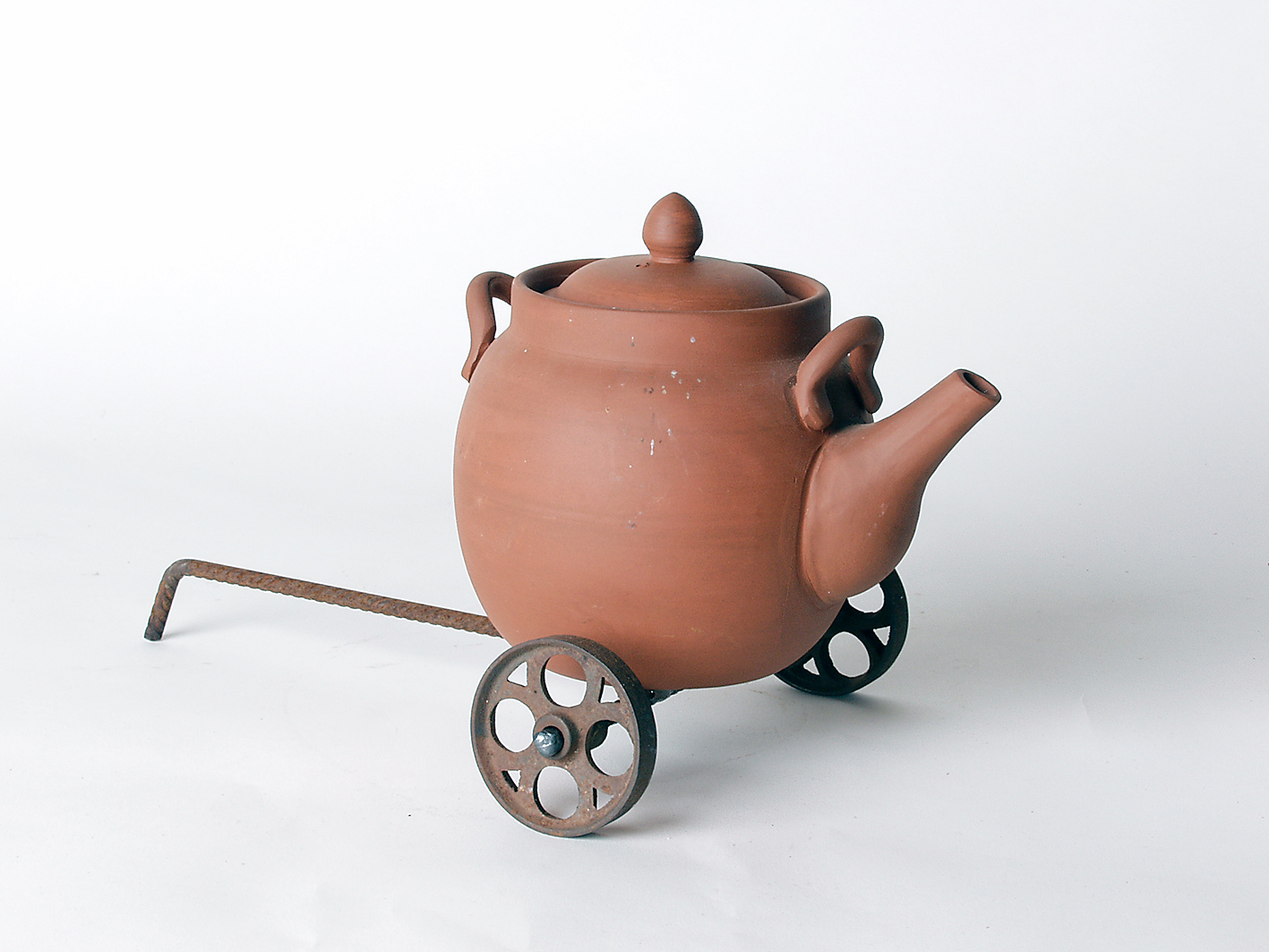
T-Mobile, 2006
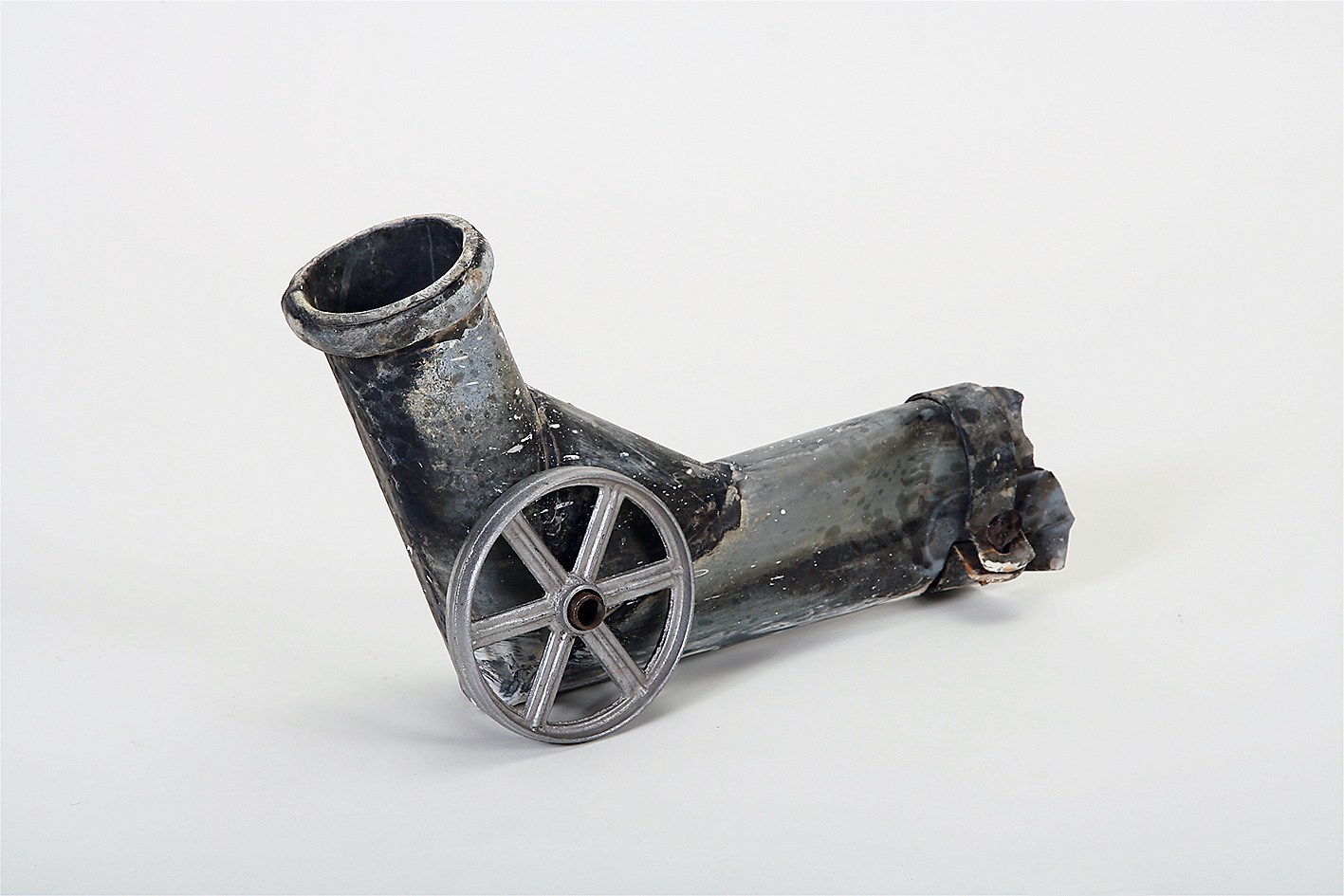
Einrad, 2005
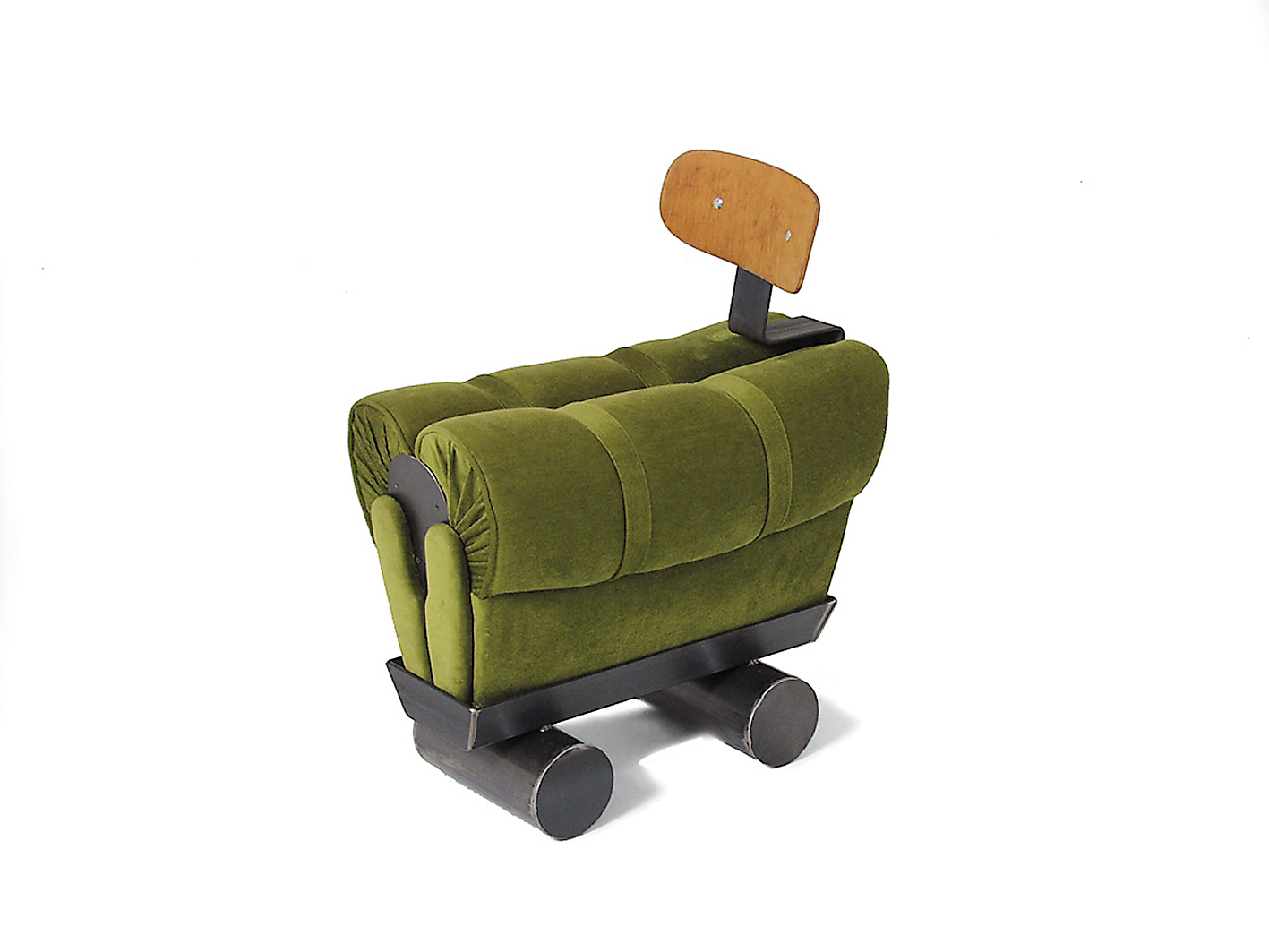
Crazy Horse, 2003
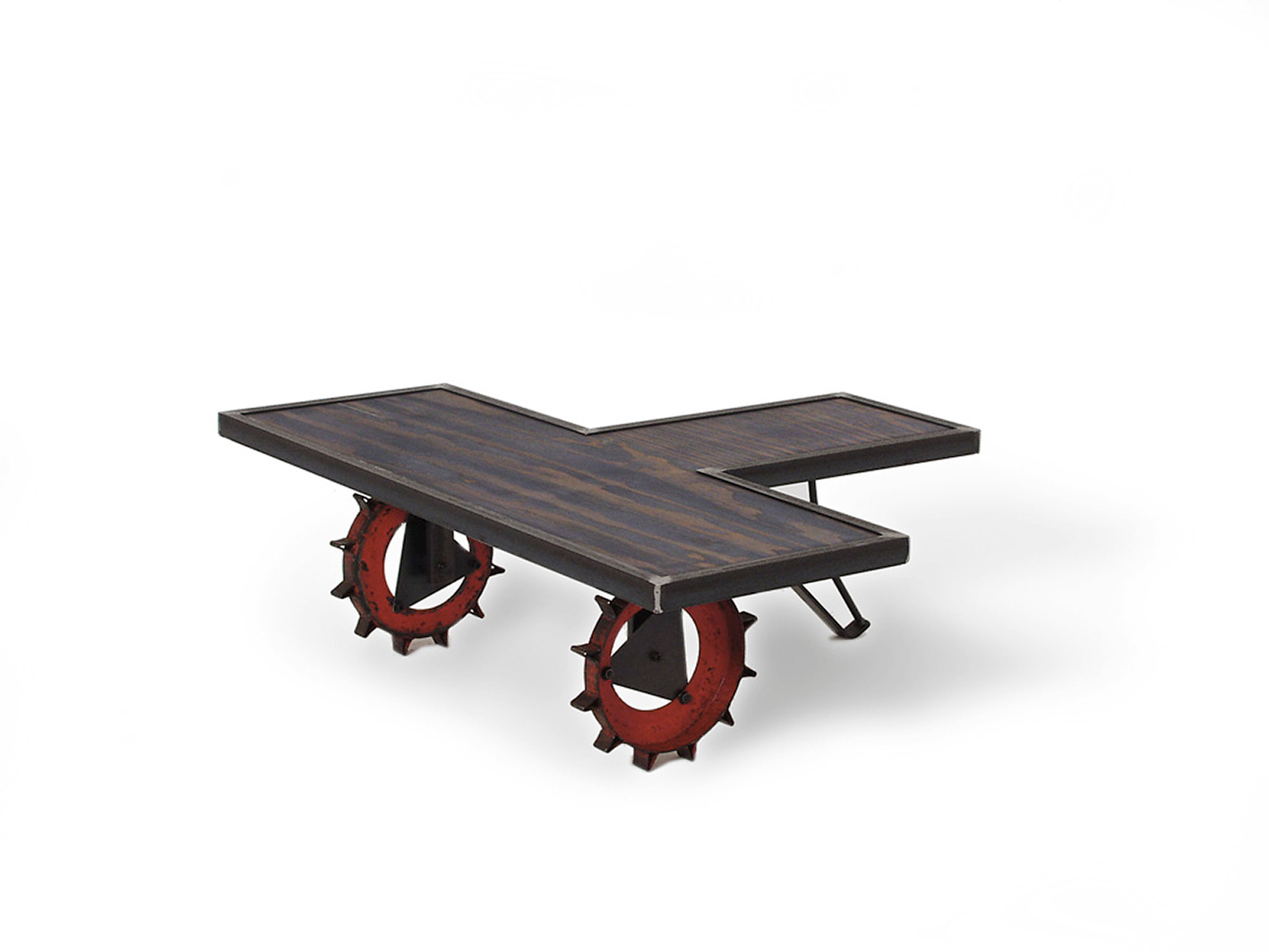
T-Wagen, 2003
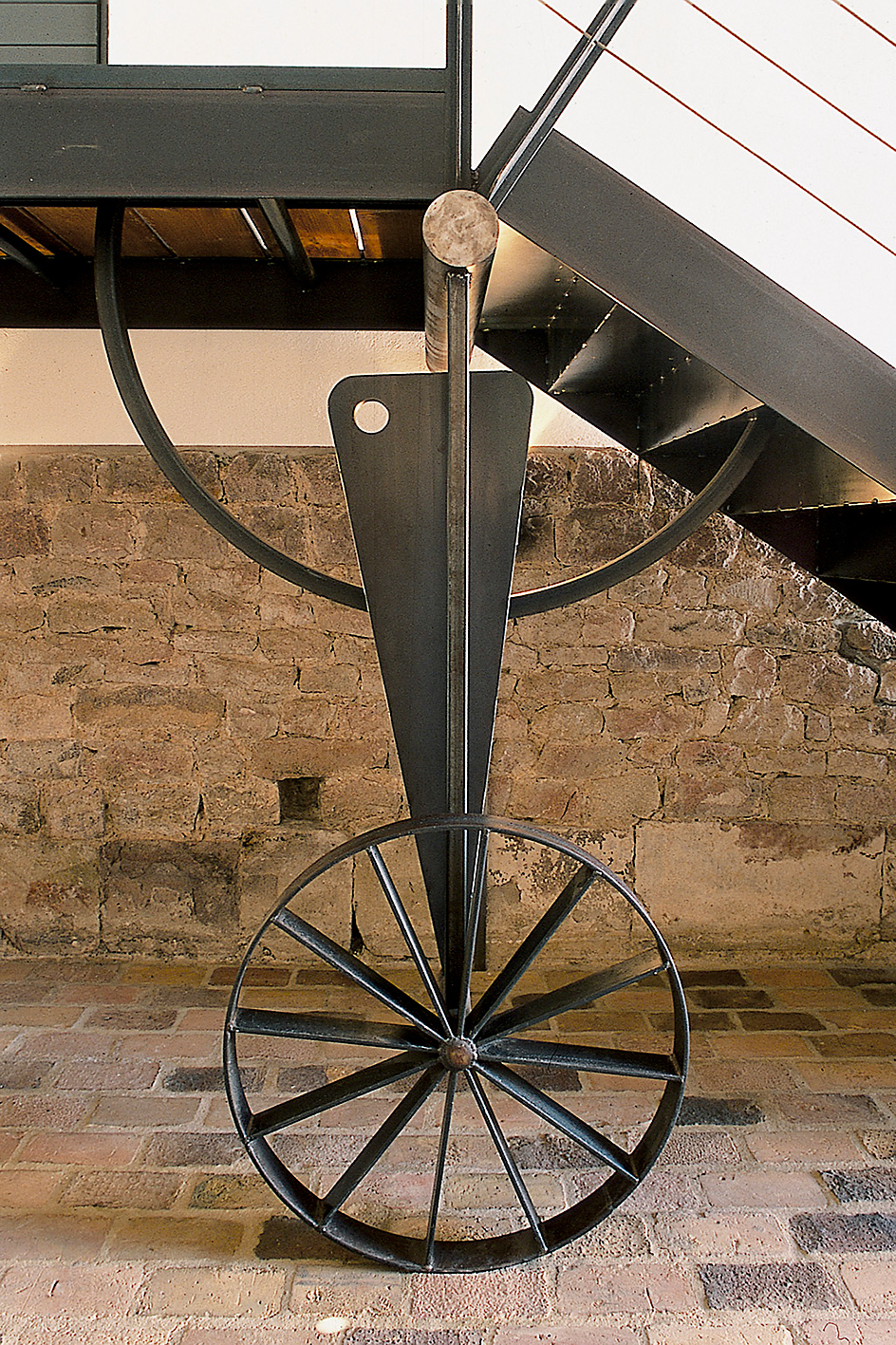
Treppe, 2001
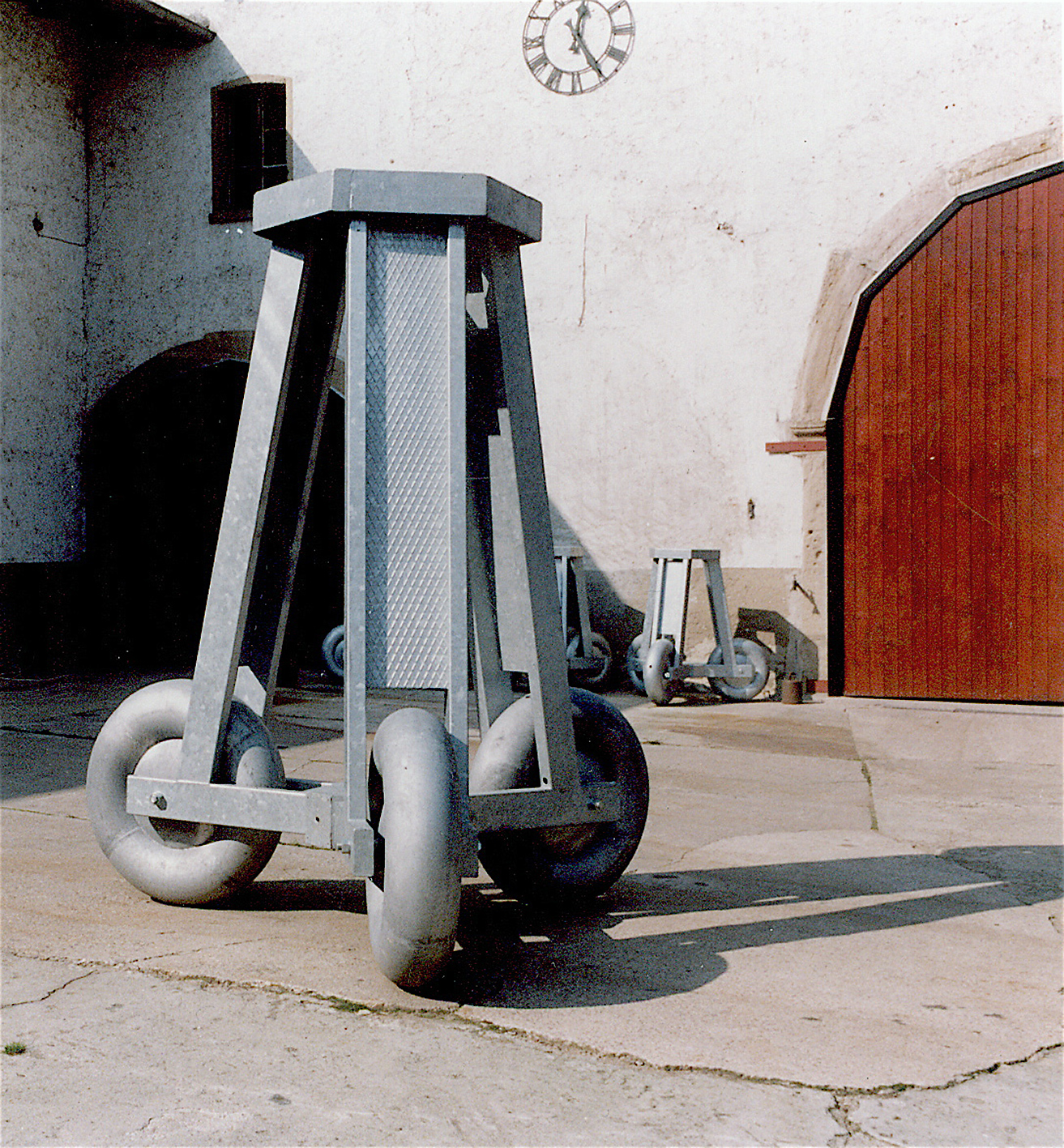
Dreiräder, 1992
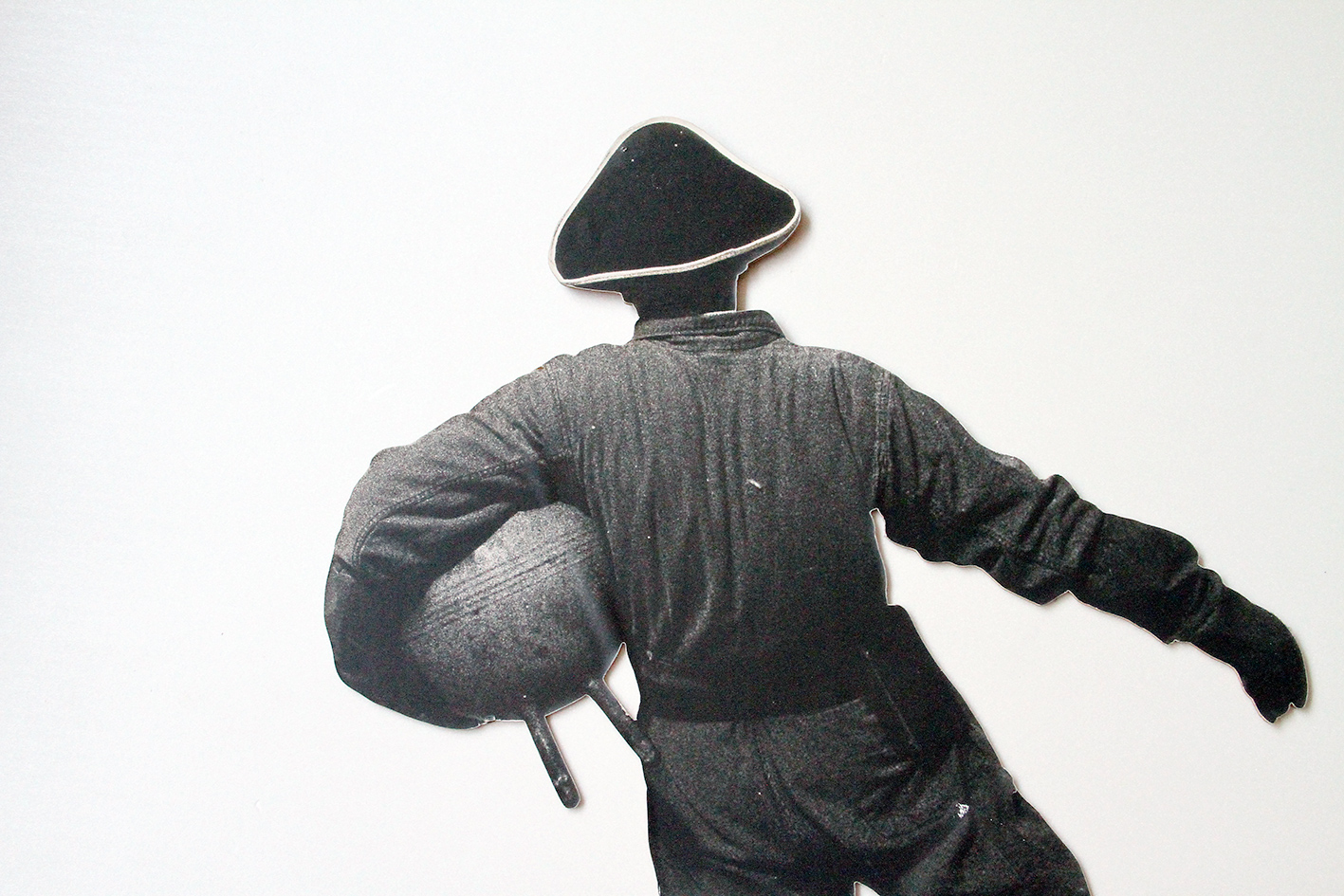
Rueckkehr nach Muenchhausen, 1990
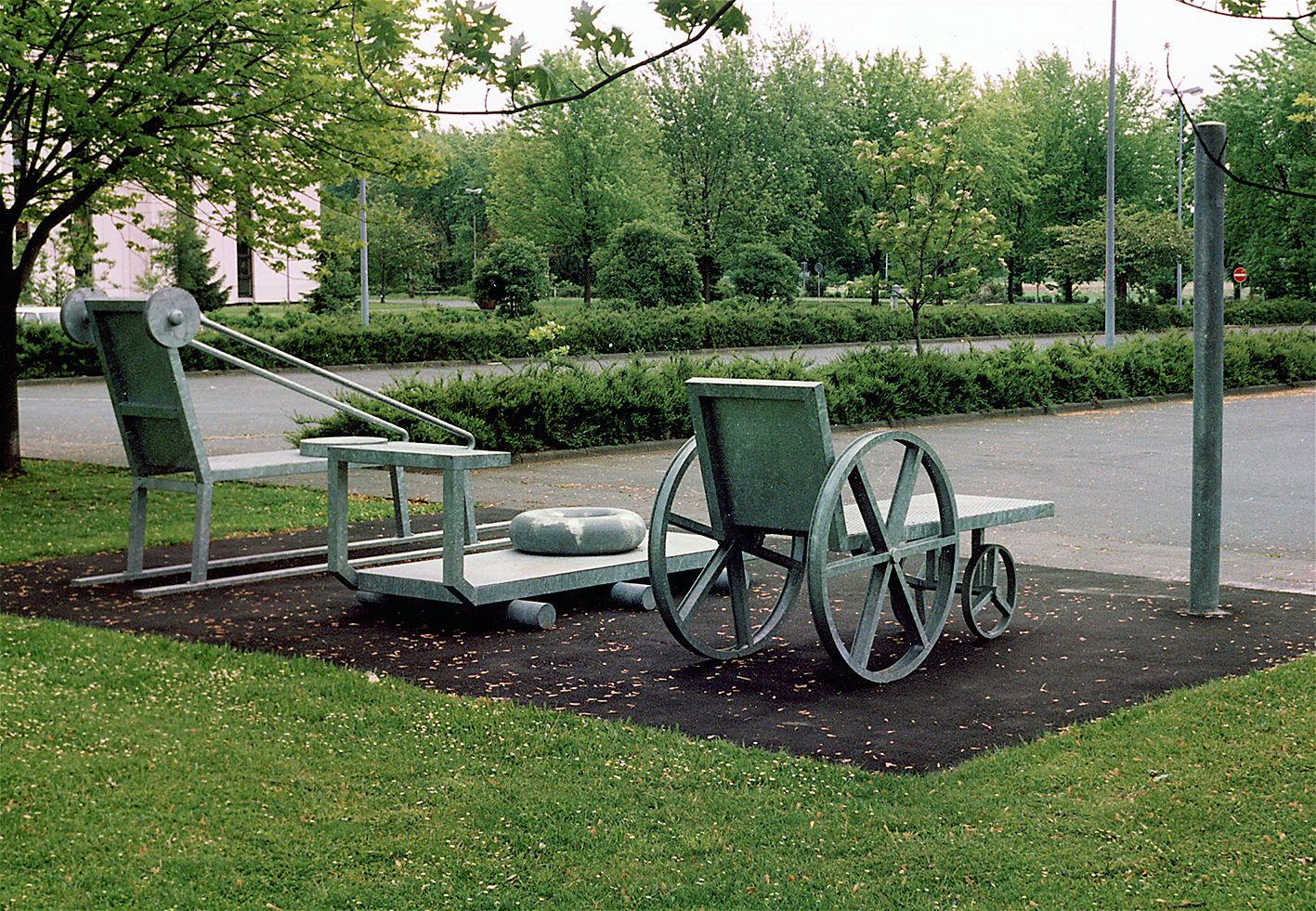
Parkplatz, Kunst im öffentlichen Raum, 1989
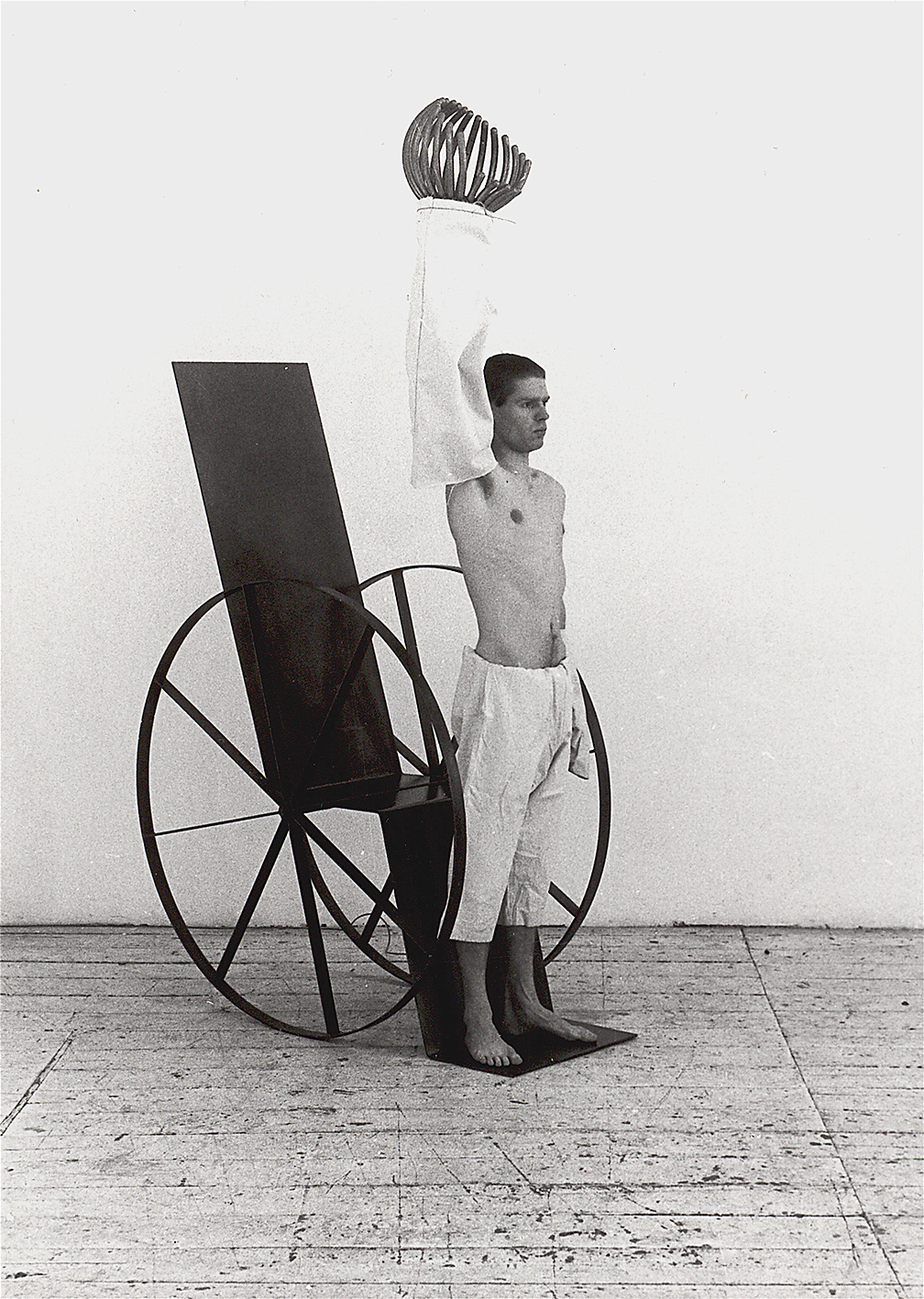
Thronfolger, 1985
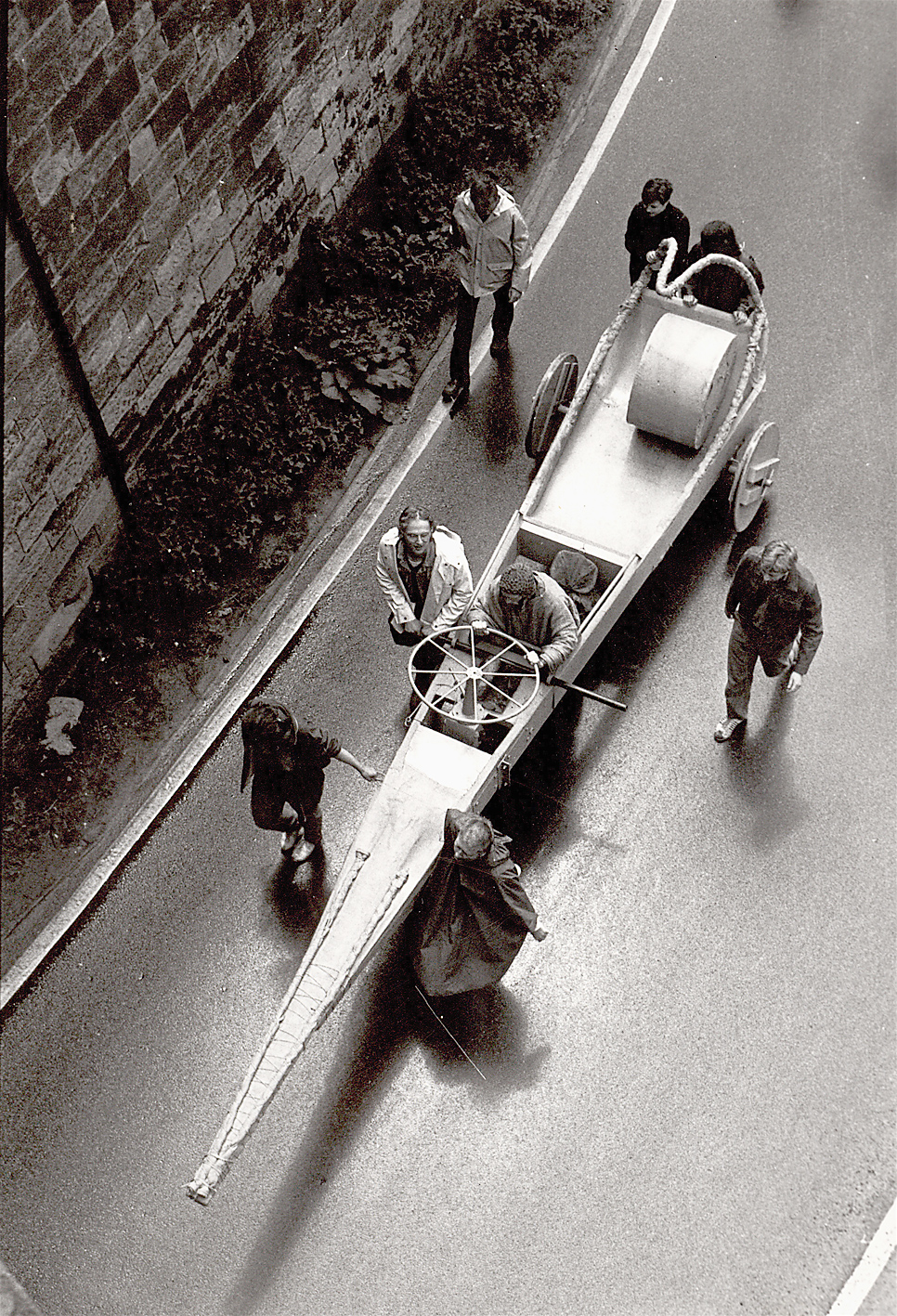
Land in Sicht, 1982
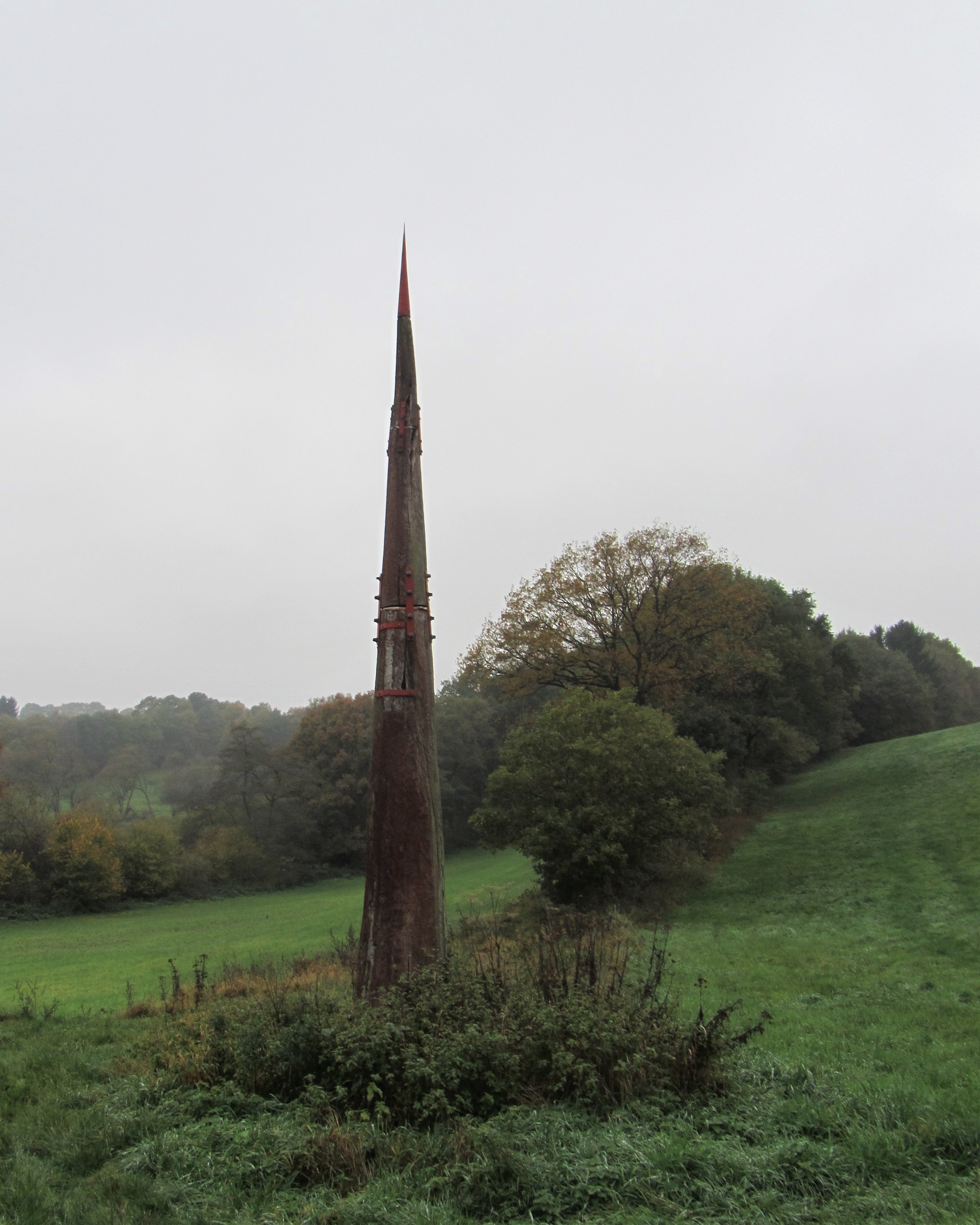
„Rotdorn - Pfahl im Fleisch“, (1981), Straße der Skulpturen, St. Wendel
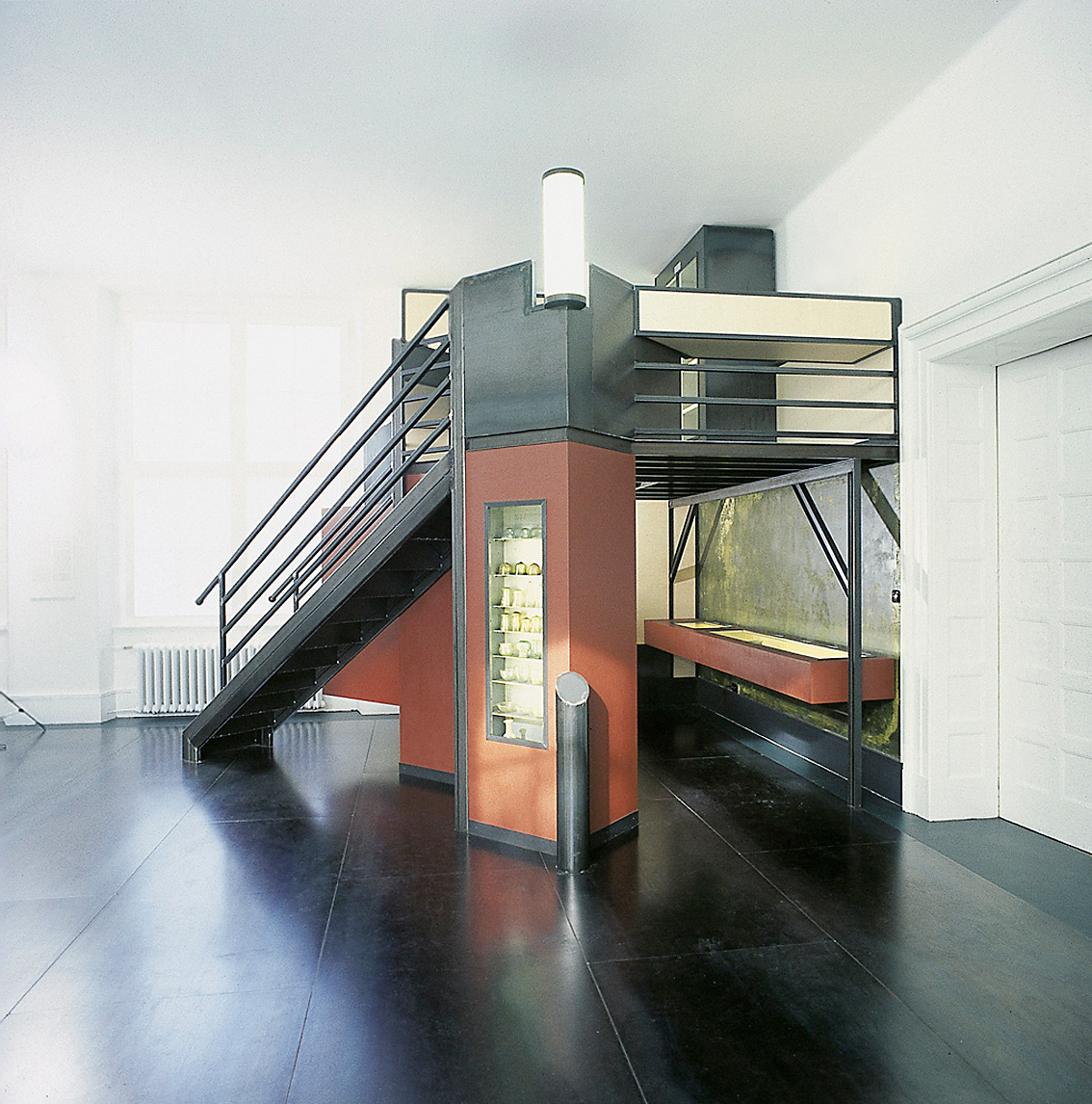
Ausstellungsarchitektur

## Volxheimer Hof
Der Volxheimer Hof ist ein Gebäudekomplex aus dem Jahr 1772 und bietet heute auf ca. 3000 m² Platz für Atelier und Werkstatt des Künstlers, sowie ein von ihm konzipiertes Hotel. Darüber hinaus befinden sich in dem Bauernhof auch das Museum Bruno K.  1994 entstanden die ersten 7 Gästezimmer in der ehemaligen Dorfschule. 1997 fanden Planung und Bau des Aussichtsturmes statt. Zur ursprünglichen Kubatur des Hofes wurden 2001 weitere Anbauten zur Vergrößerung der Ausstellungsfläche hinzugefügt.

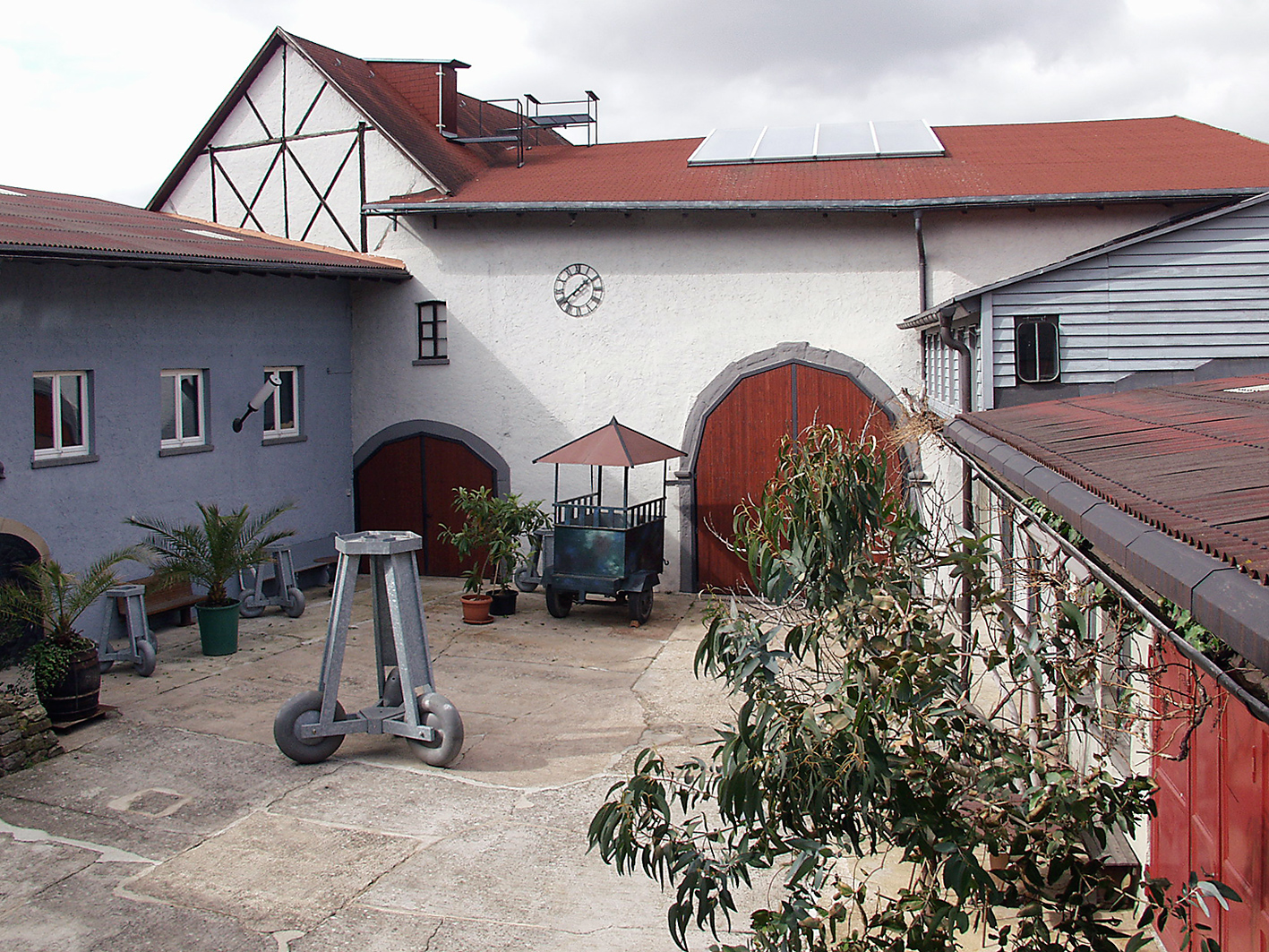
Atelier und Museum Volxheimer Hof; Ansicht des Innenhofes
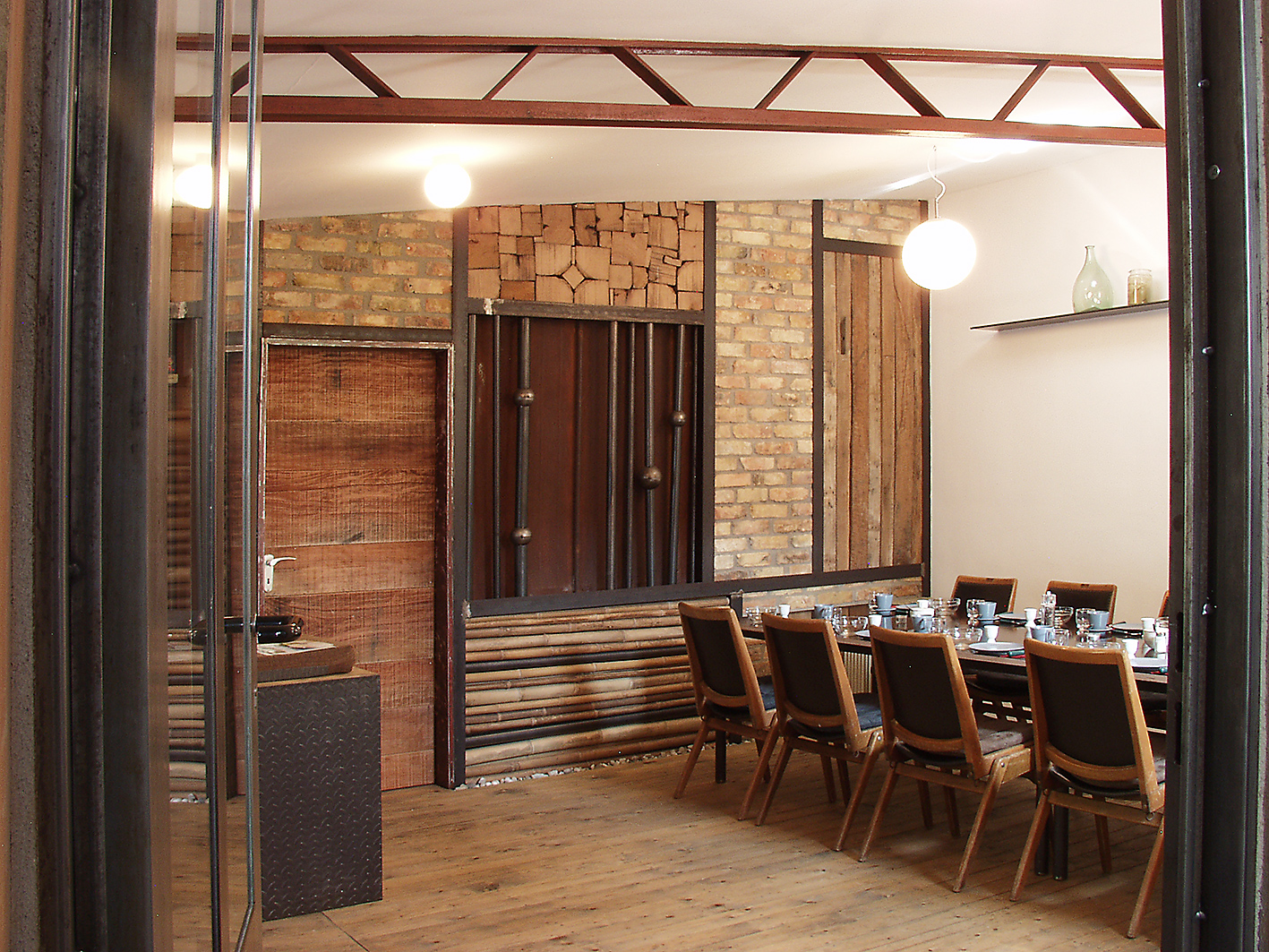
Gästehaus im Voxheimer Hof seit 1994; Innenansicht
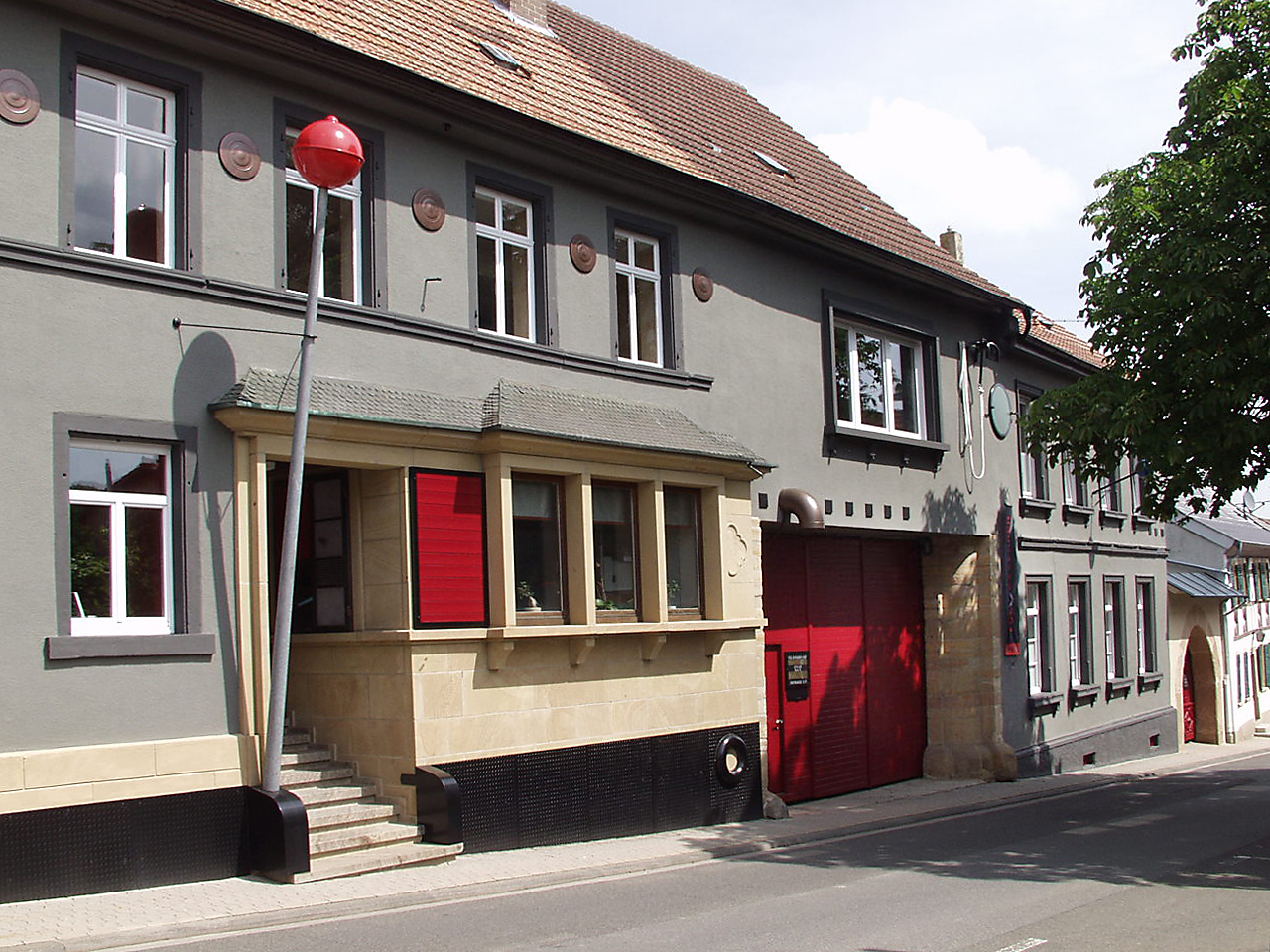
Volxheimer Hof 2010; Außenansicht

## Arte Mobiliar
2003 gründete Bruno K. eine Werkstatt für Unikatmöbel. Es handelt sich bei allen Möbelstücken um Einzelstücke und Spezialanfertigungen. Allen ist ebenfalls gemein, dass sie solide in der Bauart sind. Auch der Recycling-Gedanke spielt bei den Entwürfen eine große Rolle. Alte Möbel werden ebenso verbaut wie Teile von Maschinen und früheren Kunstinstallationen.

## Ausstellungen (Auswahl)
- 1983: SCHUTZRAUM, Kunsthalle Darmstadt und Kunstverein Kassel (E)
- 1983: SCHWARZBACH: Südhaus, Frankfurt/M.
- 1983–84: GERMINATION,  Fridericianum, Kassel
- 1984: KUNSTLANDSCHAFT BUNDESREPUBLIK, Kunstverein München, München
- 1984: KUNST IN FRANKFURT, Kunstverein Frankfurt, Frankfurt/M.
- 1984: BAUSATZ 3, Dominikanerkloster, Frankfurt/M.
- 1985: FRANKFURTER FRAKTION: Bruno K., Wachsfabrik Köln (E)
- 1985: FORMINE, Lago Maggiore, Italien
- 1985: UNTERNEHMEN EDELSÜß, Galerie Waschsalon, Frankfurt (E)
- 1987: STIPENDIATEN DES KARL-SCHMIDT-ROTTLUFF-STIPENDIUMS, Mathildenhöhe, Darmstadt
- 1987: DIE BESCHAFFENHEIT DES AUGENBLICKS, Roemer-und-Pelizaeus-Museum, Hildesheim
- 1987: OKTOGON, Museum Wiesbaden, Wiesbaden
- 1987: MÖBEL ALS KUNSTOBJEKT, Kunstwerkstatt Lothringer Straße, München
- 1988: BiNATIONALE, Kunsthalle Düsseldorf und Institute of Contemporary Art, Boston/Mass.
- 1988: NEUE KUNST IN FRANKFURT, Kunstverein Frankfurt, Frankfurt/M.
- 1989: HUMOR ET HUMANITAS, Goethe-Institut, Rotterdam (E)
- 1989: BiNATIONALE, Minneapolis Institute of Arts und  Museum of Fine Arts Houston/Texas
- 1991: HEIMSPIEL, Ausstellungsprojekt in 10 Privatwohnungen, Frankfurt/M., Wiesbaden (E)
- 1995: PFADFINDER, HAARMENSCHEN UND ANDERE, Produzentengalerie Wiesbaden (E)
- 1999: KUNST IM WEINBERG, Neroberg, Wiesbaden
- 2002: BAUMHÄUSER UND ANDERE VERSTECKE, Volxheimer Kunstverein, Volxheim (E)
- 2004: AM RANDE DER KUNST, Kunstzone West, Bad Kreuznach
- 2006: ZU LAND, ZU WASSER, IN DER LUFT, SWR Mainz (E)
- 2007: VOLXBEGEHREN, Museum Bruno K.
- 2010: RAUMFAHRSCHULE, Kunst direkt, Mainz
- 2012: ZERSTÖRER BEETHOVEN, Eine Oper von Morgen, Museum Bruno K.
- 2013: RESTLICHTZONE 1, Museum Bruno K. (E)

## Stipendien, Auszeichnungen und Mitgliedschaften
- 1985: Karl-Schmidt-Rottluff-Stipendium
- 1988:  Kunstfonds Stipendium
- 1985–1991: Mitglied des  Internationalen Künstler Gremiums (IKG)
- seit 2012: Mitglied des  Deutschen Werkbundes